# Raynald Guégain
Raynald Guégain est un footballeur français né le 17 octobre 1952 à Reims. Il évolue au poste d'attaquant du milieu des années 1970 au début des années 1980.
Il joue dans les clubs français de deuxième division de l'Amicale de Lucé, le CS Thonon et l'US Dunkerque.

## Biographie

### Enfance et formation
La carrière de Raynald Guégain débute en 1960 à Reims.

### Footballeur en Division 2
En 1976, Raynald Guégain rejoint l'Amicale de Lucé, promu en Division 2. Il est le meilleur buteur du club (8 buts), dispute tous les matchs de D2 et participe à la quatrième place obtenue par l'équipe lors de la saison 1976-1977. 
Lors de l'exercice 1977-1978, le milieu de terrain inscrit trois buts en trente rencontres de D2. 
Raynald Guégain rejoint le Club sportif de Thonon en 1978, alors que l'équipe haut-savoyrade vient de se promouvoir, pour la première fois de son histoire, en Championnat de France de Division 3. Sous l'égide de l'entraîneur Jean-Pierre Carayon, il est non seulement artisan de la montée de l'équipe en Division 2 dès la fin de saison (marquant le but de la montée face à l'AS Muret sur coup franc à la 29e minute, victoire 2-0 le 12 mai 1979), mais également de son beau parcours en Coupe de France 1978-1979. En effet, Guégain marque, sur coup franc, le but de la victoire face à l'AS Béziers en 32e de finale qui qualifie l'équipe pour les 16e (après que l'équipe ait battu le FC Villefranche au 7e tour). Le tirage au sort les fait jouer contre le FC Nantes qui élimine les jaunes et bleu puis remporte la compétition (Guégain ne joue pas ce match). 
Il signe ensuite à l'Union Sportive de Dunkerque, autre club de D2.

### Retour au monde amateur
En 1987, Raynald Guégain est commercial chez Citroën et rejoint le Stade briochin,, .
Il accepte ensuite de devenir l’entraineur d'équipe de jeunes du CS Plédran avant de devenir un an plus tard l'entraineur de l'équipe première en DSR.
En 1989, Raynald Guégain part à l'AS Ginglin à Saint-Brieuc dans les Côtes-d'Armor comme entraîneur-joueur durant une dizaine d'années. Le dimanche 25 mai 1997, il effectue son jubilé en même temps que les cinquante ans de l'AS Ginglin. Pour la saison 2020-2021, Raynald revient à l'ASGC pour encadrer l'équipe U16.

## Statistiques
| Saison                | Club                  | Championnat           | Championnat | Championnat | Coupe(s) nationale(s) | Coupe(s) nationale(s) | Total | Total |
| Saison                | Club                  | Division              | M.          | B.          | M.                    | B.                    | M.    | B.    |
| 1976-1977             | Amicale de Lucé       | D2                    | 34          | 8           | -                     | -                     | 34    | 8     |
| 1977-1978             | Amicale de Lucé       | D2                    | 30          | 3           | 3                     | 2                     | 33    | 5     |
| Sous-total            | Sous-total            | Sous-total            | 64          | 11          | 3                     | 2                     | 67    | 13    |
| 1978-1979             | CS Thonon             | D3                    | -           | -           | 1                     | 1                     | 1     | 1     |
| 1979-1980             | CS Thonon             | D2                    | 27          | 8           | -                     | -                     | 27    | 8     |
| Sous-total            | Sous-total            | Sous-total            | 27          | 8           | 1                     | 1                     | 28    | 9     |
| 1980-1981             | USL Dunkerque         | D2                    | 26          | -           | -                     | -                     | 26    | 0     |
| 1981-1982             | USL Dunkerque         | D2                    | 23          | -           | 3                     | -                     | 26    | 0     |
| Sous-total            | Sous-total            | Sous-total            | 49          | -           | 3                     | -                     | 52    | 0     |
| Total sur la carrière | Total sur la carrière | Total sur la carrière | 140         | 19          | 7                     | 3                     | 147   | 22    |